# Zao-Jun

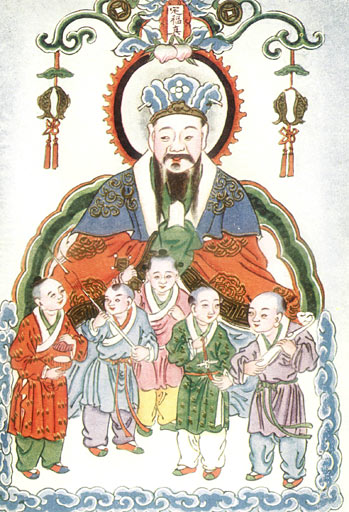

Zao-Jun eller Tsao Chun är en hushållsgud i kinesisk mytologi.
Zao-Jun brukar ges ett litet altare ovanför kökspisen i kinesiska hem. Det sägs om honom att han känner till allt som händer i hemmet och att han avlägger en rapport till den högste guden en gång om året. Jämför med jultomten.
I berättelserna om honom sägs att han ursprungligen var en murare som tog livet av sig då hans hustru spelade honom ett spratt men blev odödliggjord på grund av sin inneboende godhet.